# Tapinauchenius subcaeruleus
Tapinauchenius subcaeruleus is een spinnensoort in de taxonomische indeling van de vogelspinnen (Theraphosidae).
Het dier behoort tot het geslacht Tapinauchenius. De wetenschappelijke naam van de soort werd voor het eerst geldig gepubliceerd in 1997 door Bauer & Antonelli.